# Fitovigilanza

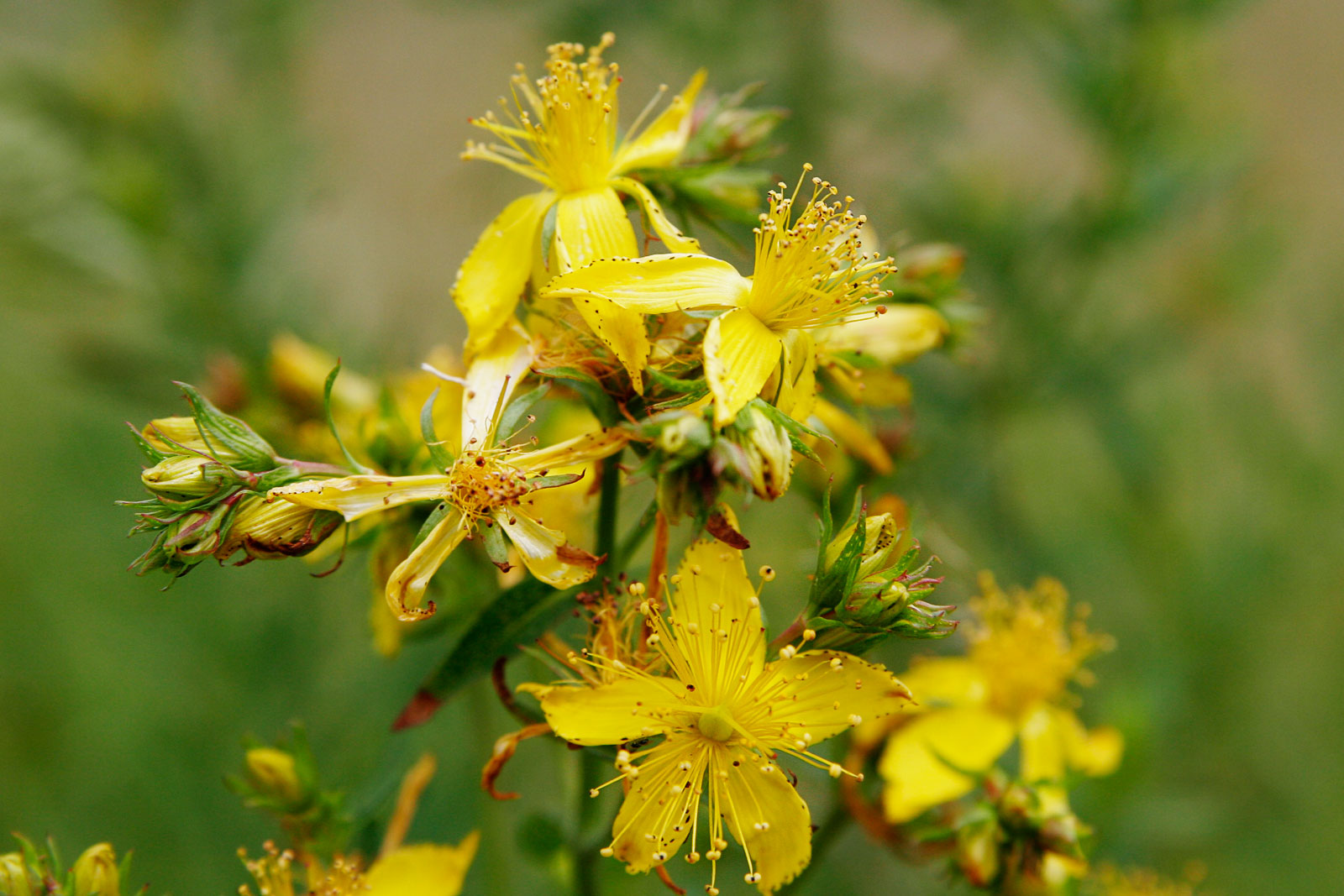
Iperico detto anche erba di St.John

La fitovigilanza è la trasposizione della farmacovigilanza applicata ai prodotti di erboristeria, o comunque di derivazione vegetale.

## Caratteristiche dell'attività
L'obiettivo della fitovigilanza è dunque quello di monitorare la sicurezza dei prodotti erboristici presenti sul mercato, identificare eventuali reazioni avverse dovute all'utilizzo di questi prodotti, ed infine compierne una valutazione del rapporto rischio/beneficio.
In particolare la fitovigilanza assume un ruolo molto importante in merito allo studio e monitoraggio delle possibili interazioni tra farmaci e prodotti vegetali, che possono comportare anche seri rischi per la salute del paziente.
Famose, sotto questo punto di vista, sono le numerose interazioni esistenti tra l'iperico e una larga parte di prodotti farmaceutici attualmente presenti in commercio, così come le interazioni tra succo di pompelmo e vari farmaci.

## Nel mondo

### Italia
Attualmente i fitoterapici solo da prescrizione medica sono molto pochi e, molto spesso, il paziente non discute l'utilizzo di questi prodotti con il proprio medico di base, correndo il rischio di possibili reazioni avverse (specie per individui particolarmente a rischio, quali anziani over 65, bambini, lattanti, donne gravide, pazienti con ridotta funzionalità epatica o renale).
Anche il forte aumento di prodotti acquistati sul web concorre al fenomeno, in quanto in questo modo viene a meno anche il semplice consiglio da parte del medico, del farmacista o dell'erborista.
Il prodotto di derivazione vegetale classificato come "prodotto erboristico" è ovviamente regolato in maniera diversa rispetto ai prodotti farmaceutici, ed è ovviamente anche commercializzato in maniera differente.
In particolare, la sicurezza del prodotto non è garantita da trial clinici pre-marketing, il che rende ancora più importante l'attività di fitovigilanza sul territorio.
Le eventuali segnalazioni di sospette reazioni avverse a prodotti fitoterapici o erboristici effettuate da operatori sanitari, medici, farmacisti o anche dal singolo cittadino, debbono essere inviate all'Istituto Superiore di Sanità, dove le schede vengono raccolte ed esaminate da un gruppo di esperti.